# Archive Series
| Оценки критиков | Оценки критиков |
| Источник        | Оценка          |
| --------------- | --------------- |
| Allmusic        | [ 1 ]           |

Archive Series (также известен под названием The Korgis Archive) — сборник британской поп-группы The Korgis, вышедший в 1997 году на лейбле Rialto Records.
Данная компиляция представляет собой CD-переиздание сборника 1983 года The Best of The Korgis, выпущенного с восемью бонус-треками.

## Список композиций
1. "Everybody's Got to Learn Sometime" (Warren) - 4:13
  - Из альбома 1980 года Dumb Waiters
2. "If I Had You" (Davis, Rachmaninoff) - 3:54
  - Из альбома 1979 года The Korgis
3. "All the Love in the World" (Davis, Warren) - 3:38
  - Сингловое издание. Оригинальная версия трека входит в альбом 1981 года Sticky George
4. "I Just Can't Help It" (Davis) - 3:44
  - Ремикс. Оригинальная версия трека входит в альбом 1979 года The Korgis
5. "If It's Alright With You Baby" (Warren) - 4:01
  - Из альбома 1980 года Dumb Waiters
6. "That Was My Big Mistake" (Davis, Warren) - 4:01
  - Сингловое издание. Оригинальная версия трека входит в альбом 1981 года Sticky George
7. "Domestic Bliss" (Gordon, Harrison, Warren) - 3:15
  - Из альбома 1981 года  Sticky George
8. "O Maxine" (Warren) - 2:39
  - Из альбома 1979 года The Korgis
9. "Don't Say That It's Over" (Warren) - 2:46
  - Из альбома 1981 года  Sticky George
10. "Drawn and Quartered" (Warren) - 3:17
  - Из альбома 1980 года  Dumb Waiters
11. "It's No Good Unless You Love Me" (Warren) - 3:22
  - Из альбома 1980 года  Dumb Waiters
12. "Rover's Return" (Davis) - 3:31
  - Из альбома 1980 года  Dumb Waiters
13. "Sticky George" (Harrison, Warren) - 3:36
  - Из альбома 1981 года  Sticky George
14. "Can't We Be Friends Now" (Warren) - 4:01
  - Из альбома 1981 года  Sticky George
15. "Foolishness of Love" (Harrison) - 3:31
  - Из альбома 1981 года  Sticky George
16. "Nowhere to Run" (Davis, Warren) - 4:15
  - Оригинальная версия трека из альбома 1981 года Sticky George
17. "Dumb Waiters" (Warren) - 2:42
  - Из альбома 1981 года  Dumb Waiters
18. "Perfect Hostess" (Davis) - 3:21
  - Из альбома 1981 года  Dumb Waiters
19. "Love Ain't Too Far Away" (Davis) - 3:29
  - Из альбома 1980 года  Dumb Waiters
20. "Living on the Rocks" (Warren) - 3:32
  - Из альбома 1981 года Sticky George

## История релиза
- 1997 Rialto Records RMCD 213 (CD)